# Мочидльниця-Кляшторна
Мочидльниця-Кляшторна (пол. Moczydlnica Klasztorna, нім. Mönchmotschelnitz) — село в Польщі, у гміні Вінсько Воловського повіту Нижньосілезького воєводства.
Населення — 226 осіб (2011).
У 1975-1998 роках село належало до Вроцлавського воєводства.

## Демографія
Демографічна структура станом на 31 березня 2011 року:
|          | Загалом | Допрацездатний вік | Працездатний вік | Постпрацездатний вік |
| -------- | ------- | ------------------ | ---------------- | -------------------- |
| Чоловіки | 117     | 24                 | 82               | 11                   |
| Жінки    | 109     | 21                 | 62               | 26                   |
| Разом    | 226     | 45                 | 144              | 37                   |